# Perdita punctifera
Perdita punctifera là một loài Hymenoptera trong họ Andrenidae. Loài này được Cockerell mô tả khoa học năm 1914.